# 함현중학교
함현중학교(咸絃中學校)는 대한민국 경기도 시흥시 정왕동에 있는 공립 중학교이다.

## 학교 연혁
- 1997년 9월 1일 : 초대 이규범 교장 취임
- 1997년 9월 1일 : 개교
- 2007년 3월 1일 : 30학급 인가
- 2022년 9월 1일 : 제8대 김일환 교장 취임
- 2023년 12월 19일 : 제26회 졸업식(205명 배출) 연인원 6,446명
- 2024년 3월 1일 : 20(1)학급 인가
- 2024년 3월 4일 : 2024학년도 입학식(152명)

## 참고 자료
- 함현중학교 - 한국교육학술정보원 학교알리미